# Pacifigorgia bayeri
Pacifigorgia bayeri är en korallart som beskrevs av Breedy 200. Pacifigorgia bayeri ingår i släktet Pacifigorgia och familjen Gorgoniidae. Inga underarter finns listade i Catalogue of Life.